# Walter Winans
Walter Winans, nato Wynants (San Pietroburgo, 5 aprile 1852 – Parsioes Park, 12 agosto 1920), è stato un tiratore a segno e scultore statunitense.

## Biografia
È nato da genitori statunitensi, William Louis Winans e Maria Ann de la Rue, il 5 aprile 1852 al Nikolaevsky Railway Works di San Pietroburgo, Russia. Il padre era impiegato nei lavori di costruzione ferroviaria e Walter ha vissuto in Russia fino all'età di 18 anni, prima di trasferirsi nel Kent, in Gran Bretagna.
Nel 1910 inviò alcuni cavalli al National Horse Show al Madison Square Garden di New York.
Ha partecipato ai giochi olimpici di Londra del 1908 e di Stoccolma del 1912, vincendo due medaglie nel tiro a segno: una medaglia d'oro nel 1908 ed una d'argento nel 1912. Ha anche vinto una medaglia d'oro nella competizione d'arte con la scultura An American Trotter a Stoccolma nel 1912.
Winans ha pubblicato dieci libri sulla scultura e sulla disciplina del tiro a segno.
Ha posseduto diritti di caccia e di tiro su circa 250000 acri (circa 1000 km quadrati) in Glen Strathfarrar, Glen Cannich e Glen Affric nelle Highlands scozzesi.  La sua arma preferita era un Webley-Fosbery Automatic Revolver. È morto a Parsloes Park, Dagenham, Essex il 12 agosto 1920.

## Palmarès
In carriera ha conseguito i seguenti risultati:
- Giochi olimpici

Londra 1908: oro nel cervo 100m, colpo doppio, individuale.
Stoccolma 1912: oro nella scultura ed argento nel cervo 100m, colpo singolo, a squadre.